# Figuerola
Figuerola là một họ của người Tây Ban Nha. Những người đáng chú ý có họ này bao gồm:
- Agustín Figuerola (sinh năm 1985), cầu thủ bóng bầu dục người Argentina
- Enrique Figuerola (sinh năm 1938), vận động viên chạy nước rút người Cuba
- Justo Figuerola (1771 - 1854), Tổng thống Peru
- Sebastià Figuerola (1919 - 1996), nhà soạn nhạc người Catalan